# 吕河
吕河（法語：Rhue，法語發音：[ʁy]），又称大吕河（Grande Rhue，[ɡʁɑ̃d ʁy]），是法國的河流，位於該國中南部，屬於多爾多涅河的左支流，河道全長56.6公里，流域面積641平方公里，平均流量每秒20立方米，發源自贝斯和圣阿纳斯泰斯，河口處在博尔莱索格。

## 外部連結
- http://www.geoportail.fr （页面存档备份，存于）
- Sandre数据库中的吕河 （页面存档备份，存于）